# Келдерушанка
Келдерушанка (рум. Căldărușanca) — село у повіті Бузеу в Румунії. Входить до складу комуни Глодяну-Серат.
Село розташоване на відстані 68 км на північний схід від Бухареста, 31 км на південь від Бузеу, 121 км на південний захід від Галаца, 120 км на південний схід від Брашова.

## Населення
За даними перепису населення 2002 року у селі проживали 687 осіб. Усі жителі села рідною мовою назвали румунську.
Національний склад населення села:
| Національність | Кількість осіб | Відсоток |
| -------------- | -------------- | -------- |
| румуни         | 682            | 99,3%    |
| цигани         | 5              | 0,7%     |